# Denise Wren
Denise Wren (Albany, 7 de enero de 1891 - Devon, 1979) de soltera Tuckfield, fue una ceramista y diseñadora textil británica australiana. Wren fue una de las primeras mujeres ceramista de estudio en Gran Bretaña. Estudió y enseñó en la Escuela de Arte de Kingston, Knox Guild y Camberwell College of Arts. Posteriormente, Wren y su familia fundaron Oxshott Pottery y escribieron sobre cerámica, textiles y fabricación de objetos.

## Trayectoria
Nació en Lake View, Albany, Australia Occidental. Su familia, incluida su hermana Winnifred y dos hermanos, se trasladaron a East Molesey, Surrey, Inglaterra en 1900. En 1915, Denise Tuckfield se casó con Henry Wren (fallecido en 1947). Su hija, Rosemary Wren (nacida en 1922) también fue ceramista. Wren, además de criar periquitos y cotorras, se dedicó a la apicultura, en la casa de la familia Oxshott.En 1978 se mudó a Hittisleigh, Devon, murió allí en 1979.

### Escuela de Arte de Kingston y el Gremio Knox
De 1907 a 1912, Wren ingresó en la Escuela de Arte de Kingston, donde estudió con Archibald Knox. Allí aprendió a hacer cerámica en el torno con el Sr. Mercer, un empleado de la fábrica local de cerámica y ladrillos Norbiton Potteries and Brickworks. También coció sus piezas en su horno, incluido un azulejo con un motivo de pez volador que apareció en un número de 1909 de la revista de bellas artes y artes decorativas The Studio.
En 1912, tras las críticas a sus métodos de enseñanza, Archibald Knox abandonó la Escuela de Arte de Kingston. Junto con otros compañeros de su clase de diseño, se sumaron a la protesta de Knox para constituir el Gremio de Diseño y Artesanía de Knox (Knox Guild of Design and Craft).

### La cerámica Oxshott en Potter's Croft
Tras su matrimonio con Henry Wren en 1915, la pareja construyó su casa según el diseño de la propia Denise Wren: Potter's Croft, un lugar de trabajo y hogar en Oxshott, Surrey. Allí establecieron su taller, Oxshott Pottery, donde fabricaban piezas funcionales de cerámica vidriada, como cuencos, platos y jarrones, que después vendían en ferias agrícolas y hortícolas durante el período de entreguerras. Impartieron clases en una escuela de verano y escribieron libros sobre cerámica. Wren también dio clases nocturnas en la Escuela de Arte de Teddington. Fue una pionera en el diseño de hornos de tamaño pequeño, que vendía por correo a alfareros aficionados, tanto en el Reino Unido como en el extranjero.
Oxshott Pottery participó en la Exposición del Imperio británico de 1924-25 y en las Exposiciones de Artistas y Artesanos organizadas anualmente entre 1923 y 1938 por Henry Wren en el Central Hall en Westminster.

### Otras instituciones
Wren se formó con Henry Hopkins en la Escuela de Arte de Camberwell en 1920. Entre 1945 y 1947 retomó sus estudios en la Guildford School of Art con Helen Pincombe y continuó en el Royal College of Art de 1947 a 1950.

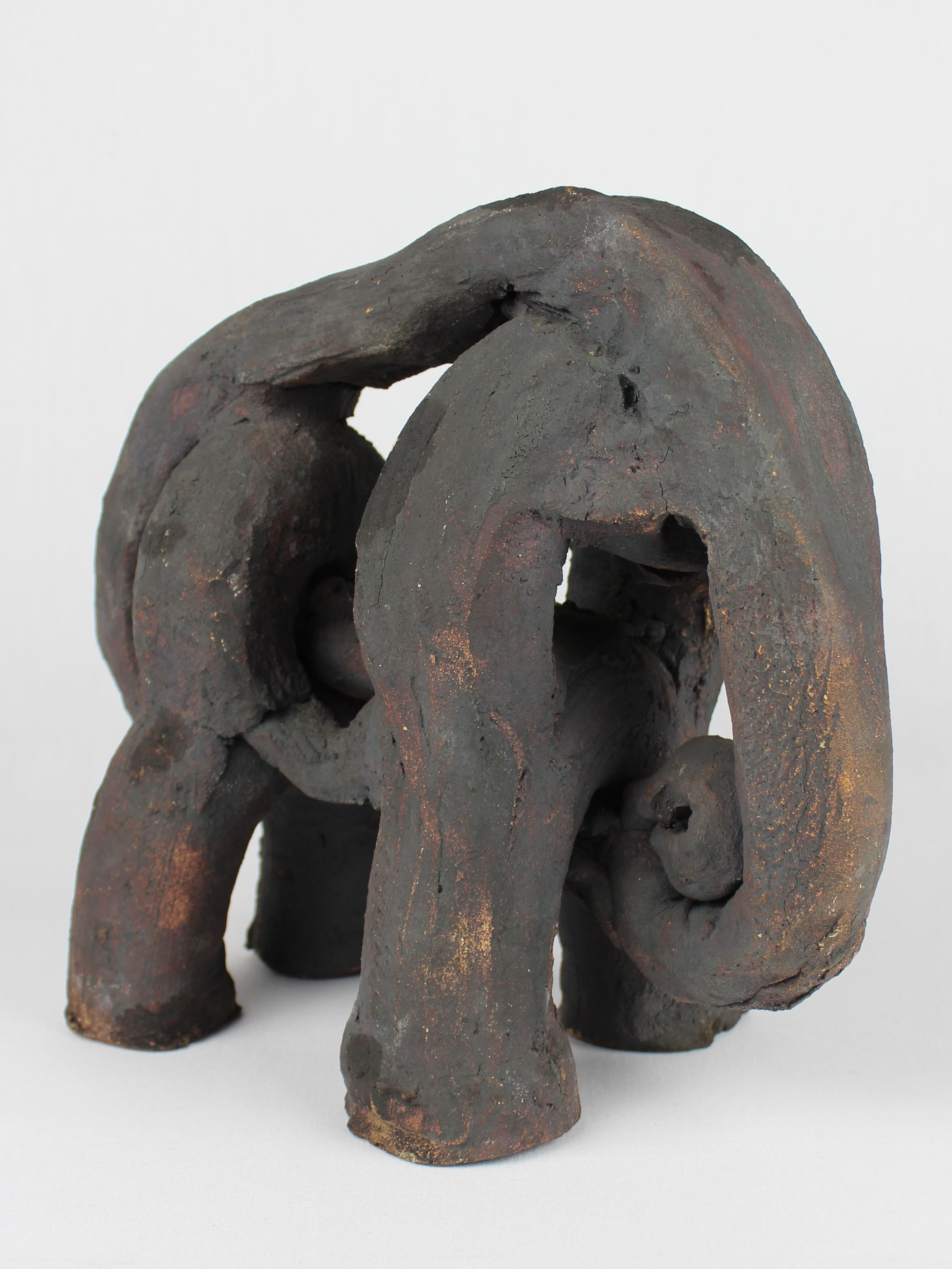
Figura de elefante realizada en arcilla extruida gruesa. Modelado en 1978. De la colección de cerámica del estudio WA Ismay en la Galería de Arte de York

Henry Wren murió en 1947 y la hija de ambos, Rosemary, ceramista también conocida por sus esculturas de animales, se unió a su madre en la gestión de Oxshott Pottery. Durante la década de 1950, Wren y Rosemary experimentaron con una técnica llamada vidriado a la sal. Desarrollaron un nuevo horno para cocer este tipo de esmaltado, obteniendo reconocimiento por la a recuperación de esta técnica cerámica. Fueron miembros fundadoras de la Craft Potters Association en 1958 y utilizaron esta asociación y varias galerías de Londres para vender sus obras durante las décadas de 1950 y 1960. Hacia el final de su vida, Wren fue conocida por sus figuras de elefantes modeladas a mano.La variedad, vitalidad y austeridad de estas creaciones eran manifiestas cuando se exhibían.El taller de alfarería se trasladó a Hittisleigh, Devon, en 1978, un año antes de la muerte de Wren.

## Éthosy diseño
A principios del siglo XX, la producción de cerámica británica era una industria a gran escala y esta materia no se enseñaba en las escuelas de arte. Esta situación empezó a cambiar en 1920, cuando Bernard Leach fundó la Leach Pottery en St. Ives (Cornualles), y en 1925 William Staite Murray se convirtió en instructor de alfarería del Royal College of Art. A diferencia de Leach y sus seguidores, que fabricaban principalmente piezas de torno, Wren utilizaba una gran variedad de técnicas, como la construcción con planchas o rollos de arcilla y la fabricación de azulejos y de estatuillas con moldes, en parte inspirada por sus lecciones de Archibald Knox. Las primeras vasijas de Denise Wren solían llevar incisiones con diseños celtas. Wren también utilizó vidriados producidos comercialmente, a menudo de manera experimental. Ceramistas como Denise Wren participaron en un nuevo movimiento estético que empezó a surgir tras la Primera Guerra Mundial: los ceramistas de estudio británicos, hombres y mujeres que trabajaban solos o en pequeños talleres diseñando y fabricando vasijas y estatuillas. Los conocimientos técnicos de Wren sobre cerámica quedaron patentes en una reunión de la Craft Potters Association celebrada en 1960, en la que desarrolló un detallado esquema de categorías para calificar la calidad de una pieza. Cada categoría era, a su vez, exhaustiva: una contenía ochenta y siete puntos. Michael Casson lo calificó de brillante planificación.

## Diseños textiles
Desde finales de la década de 1930, Wren se dedicó al diseño textil para compensar la disminución de las ventas de cerámica en Oxshott. Bajo el nombre de Knox Guild, tomó partido en la Feria de Industrias Británicas en 1937. Esto le permitió establecer contacto con algunos impresores textiles con sede en Mánchester, como Grafton's, Simpson y Godlee, Tootals y Whitworth y Mitchell. Wren también se convirtió en miembro del Registro Nacional de Diseñadores de Arte Industrial. El archivo del Museo de Kingston conserva registros de más de 160 diseños de patrones que vendió entre mediados de la década de 1940 y 1951 a fabricantes como los citados.

## Legado
La obra de Wren se halla en varias colecciones regionales y nacionales:
- Aberystwyth University Ceramics Collection[2]
- Crafts Study Centre at Farnham, Surrey
- Kingston Museum[1]
- Shipley Art Gallery[13]
- Victoria and Albert Museum
- York Art Gallery

En 1975, fue nombrada miembro honorario vitalicio de la Craft Potters Association.

## Publicaciones y exposiciones

### Libros
- Wren, Denise; Wren, Henry (1924). Oxshott hand-made pottery[16]
- Wren, Denise; Wren, Henry (1930). Handcraft pottery, for workshop and school. London: s.n.[17]
- Wren, Denise; Wren, Henry (1932). Pottery, the finger-built methodes. London: s.n.[18]
- Wren, Denise; Wren, Rosemary (1952). Pottery making; making pots and building and firing small kilns,. London: Pitman.[19]

### Exposiciones individuales
- Denise Wren: Hope for Beauty (2017-2018) Kingston Museum[20]

### Exposiciones colectivas
Con el gremio Knox:
- [Títulos desconocidos] (1914, 1919-1935) Galería de Arte del Museo de Kingston, con demostraciones de cerámica en vivo.[1]
- [Títulos desconocidos] (1921, 1923, 1935) Galería de Arte de Whitechapel, con demostraciones de cerámica en vivo.[21]

Otras exposiciones:
- More British Potters (1972) Kettle's Yard, Cambridge. Organised by Henry Rothschild and Primavera.[13]
- The Wrens and the Oxshott Pottery (1984) Crafts Study Centre, Bath.[2]
- Women's Work (2019) Ditchling Museum of Art + Craft, Sussex[22]